# Oznaka izvornosti
Oznaka izvornosti je oblik intelektualnog vlasništva. Specifičniji je oblik zaštite od oznake zemljopisnog podrijetla. Uz ostalo, podrazumijeva obvezno bitni ili isključivi utjecaj posebnih prirodnih i ljudskih čimbenika određene zemljopisne sredine i iz toga proizašlu osobitu kvalitetu i svojstva proizvoda ili usluga. Radi dobivanja oznaka izvornosti po pravilu se zahtijeva da se proizvodnja, priprema i obrada proizvoda i usluga u cijelosti odvija u naznačenom području.
Oznakom izvornosti daje dodatne zaštite. Osim naziva zemljopisnih područja ili znakova koji ukazuju da neki proizvod ili usluga potječe iz određenog zemljopisnog područja, štiti i tradicionalne zemljopisne i nezemljopisne nazivi koji se koriste za označavanje proizvoda ili usluga koji potječu iz neke regije ili mjesta, ako udovoljavaju propisanim uvjetima.
Ova se oznaka štiti kao intelektualno vlasništvo radi sprječavanja njene zloporabe ili neovlaštene uporabe zato što oznaka izvornosti doprinosi većoj tržišnoj vrijednosti proizvoda i usluga koja odgovara njihovim posebnim svojstvima i time stečenom ugledu.
Nacionalni sustavi prava koji reguliraju oznaku zemljopisnog podrijetla i oznaku izvornosti mogu se znatno razlikovati od države do države, za razliku od ostalih oblika intelektualnog vlasništva kao što su patent, žig i industrijski dizajn.
Uz oznaku proizvođači često stave i logotip proizvođača (koji može biti zaštićen žigom), radi istovremena naglašavanja individualnog karaktera i zajedničke osobine pripadnosti proizvoda.